# 特拉蒙蒂
特拉蒙蒂（義大利語：Tramonti），是意大利萨莱诺省的一个市镇。总面积24平方公里，人口4155人，人口密度173.1人/平方公里（2009年）。ISTAT代码为065151。